# Могиленская
Могиленская — деревня в Харовском районе Вологодской области.
Входит в состав Харовского сельского поселения, с точки зрения административно-территориального деления — в Харовский сельсовет.
Расстояние до районного центра Харовска по автодороге — 8 км. Ближайшие населённые пункты — Есюниха, Мякотиха, Царевская.
По переписи 2002 года население — 1 человек.